# Marvel’s Agents of S.H.I.E.L.D.: Slingshot
Marvel’s Agents of S.H.I.E.L.D.: Slingshot, ist eine US-amerikanische Webserie, die Teil des Marvel Cinematic Universe ist. Sie ist ein Spin-off zur Serie Marvel’s Agents of S.H.I.E.L.D. Die Serie besteht aus sechs Episoden und wurde am 13. Dezember 2016 auf der Senderwebsite ABC.com veröffentlicht.

## Handlung
Die Serie spielt kurz nach den Ereignissen aus Staffel 3 der Serie Marvel’s Agents of S.H.I.E.L.D. und konzentriert sich auf Elena „Yo-Yo“ Rodriguez, die in den Marvel-Comics auch als „Slingshot“ bekannt ist.
Elena trifft sich mit Daisy Johnson und bespricht mit ihr eine vergangene, gemeinsame Mission.
In einer Rückblende wird gezeigt, wie Elena das Sokovia-Abkommen unterzeichnet. Damit stimmt sie widerwillig zu, dass ihr Aufenthaltsort künftig von S.H.I.E.L.D. überwacht wird. Ihr Wunsch, Ramon, den Mörder ihres Cousins, zu verfolgen, lehnt Director Jeffrey Mace zunächst ab, da die Mission erst geprüft werden müsse. Elena stiehlt daraufhin Mace' Sicherheitskarte und stellt selbst Nachforschungen an. Melinda May stellt sie daraufhin zur Rede, lässt sie allerdings gewähren.
Elena findet Ramon, während er eine illegale Waffe an Terroristen verkaufen will. Sie wird zunächst überwältigt, jedoch trifft überraschend Daisy ein, welche die Waffe sicherstellen will. Während der Auseinandersetzung erhält Elena die Chance, Ramon umzubringen. Als sie einsieht, dass dies sie nicht besser machen würde als Ramon, entscheidet sie sich dagegen. Kurz danach wird er allerdings versehentlich von einem der Terroristen mit der Waffe getötet.
Zurück in der Gegenwart löscht Daisy alle Beweise, dass Elena an der Mission beteiligt war.

## Episodenliste
| Nr. | Deutscher Titel | Originaltitel | Erstveröffentlichung USA | Deutschsprachige Erstveröffentlichung (D) | Regie          | Drehbuch                        |
| --- | --------------- | ------------- | ------------------------ | ----------------------------------------- | -------------- | ------------------------------- |
| 1   | –               | Vendetta      | 13. Dez. 2016            | –                                         | Joe Quesada    | James C. Oliver & Sharla Oliver |
| 2   | –               | John Hancock  | 13. Dez. 2016            | –                                         | Feliks Parnell | James C. Oliver & Sharla Oliver |
| 3   | –               | Progress      | 13. Dez. 2016            | –                                         | Keith Potter   | George Kitson                   |
| 4   | –               | Reunion       | 13. Dez. 2016            | –                                         | Chris Cheramie | Iden Baghdadchi                 |
| 5   | –               | Deal Breaker  | 13. Dez. 2016            | –                                         | John P. Gordon | Iden Baghdadchi & Mark Leitner  |
| 6   | –               | Justicia      | 13. Dez. 2016            | –                                         | Mark Kolpack   | Mark Leitner                    |